# Rick Doyle
Rick Doyle (Nakina, Ontario, 1957. május 4. –) kanadai jégkorongozó.

## Pályafutása
Komolyabb junior karrierjét az OMJHL-es Peterborough Petesben kezdte 1972-ben amikor is kettő mérkőzést játszott. A következő szezont kihagyta. 1974–1975-ben visszatért a szintén OHL-es London Knightsba ahol 1978-ig játszott. Legjobb idényében 50 mérkőzésen 44 pontot szerzett. Az 1977-es NHL-amatőr drafton a Colorado Rockies választotta ki a hetedik kör 110. helyén. 1978–1979-ben az IHL-es Muskegon Mohawksba került ahol 16 mérkőzést játszott majd visszavonult.